# Dadóforo
En el arte romano, Dadóforo es la figura de un joven que porta una antorcha. Se asocia al culto del dios Mitra y se suele representar formando una pareja: un joven que sostiene una tea alzada simboliza el sol naciente (orto) y un joven que lleva una antorcha bajada simboliza el ocaso.
- Datos: Q5797437